# Escola Superior de Educação de Leiria
A Escola Superior de Educação e Ciências Sociais de Leiria (ESECS) é uma das cinco escolas integradas no Instituto Politécnico de Leiria.

## Cursos
- Educação de Infância
- Ensino Básico - 1º Ciclo
- Ensino Básico, variante de Educação Física
- Relações Humanas e Comunicação Organizacional
- Turismo
- Comunicação Social e Educação Multimédia
- Serviço Social
- Educação Social e Desenvolvimento Comunitário
- Tradução e Interpretação de Português-Chinês / Chinês-Português